# 响堂山石窟
响堂山石窟或称响堂寺石窟位于河北省邯郸市峰峰矿区鼓山，分为北响堂、南响堂及小响堂（水浴寺）。南响堂在鼓山南麓，滏阳河北岸的临水镇纸坊村西北，北响堂在和村东的鼓山天鼓峰西坡，两地相距约15公里。现存北响堂8窟，南响堂7窟，小响堂2窟，共计造像4,000余尊，并有北齐石刻佛经。响堂山石窟是河北省现已发现的最大的石窟。1961年被列入国务院第一批公布的全国重点文物保护单位。

## 修建历史
公元6世纪中期，北齐文宣帝高洋所命人开凿。现存9个窟，以其中的南、中、北三大窟最为壮观。
据窟内发现的《滏山石窟之碑》记载，南响堂石窟是由北齐丞相高阿那肱资助修成，而非皇家所有。南响堂有主要洞窟7个，分上下两层。

## 高欢陵
据《资治通鉴》、《續高僧傳》等记载，北魏、东魏权臣，北齐的奠基者高欢被潜葬于北响堂石窟。

## 天宫殿
响堂山所在的山顶共有5座宫殿式建筑，分别称为东天宫，西天宫，南天宫，北天宫和中天宫，为响堂山石窟的附属建筑。其中，西天宫殿的门柱上有唐朝和宋朝题记，东天宫殿门券上有明朝题记，其余3座天宫殿为近代重建。西天宫殿累石砌成 ，坐北朝南，歇山顶。殿前半部部分坍塌 ，后半部保存相对较好，屋顶残存筒瓦与莲纹瓦。殿门门槛保存完好 ，其上刻有莲纹装饰图案。西天宫殿建筑年代下限为唐代晚期，有可能始建于北齐或东魏。从门柱上残存的四处题记和门槛上的莲花纹图案判断，早期此建筑为佛教道场，后在唐朝早期转变成道教道场。
西天宫殿和东天宫殿由于建筑年代久远，目前建筑本身有不同程度的开裂和松动。尤其是研究价值较高的西天宫殿前半部部分已经坍塌，后半部分有多处长裂痕，急需立即修缮。